# Lista de políticos LGBT do Brasil
Esta é uma lista que inclui todas as pessoas que já ocuparam cargos eletivos, as quais são abertamente LGBT ou que foram identificadas postumamente por suas famílias como membros da comunidade LGBTQIA+.

## Governadores
| Foto | Governador(a)  | Partido | Estado | Mandato                 | Notas                                            |
| ---- | -------------- | ------- | ------ | ----------------------- | ------------------------------------------------ |
|      | Eduardo Leite  | PSDB    | RS     | 2019-2022 2023-presente | Gay. Primeiro governador gay no Brasil.          |
|      | Fátima Bezerra | PT      | RN     | 2019-presente           | Lésbica. Primeira governadora lésbica no Brasil. |

## Senador
| Foto | Senador           | Partido | Estado | Mandato       | Notas                                        |
| ---- | ----------------- | ------- | ------ | ------------- | -------------------------------------------- |
|      | Fabiano Contarato | PT      | ES     | 2019-presente | Gay. Primeiro senador homossexual no Brasil. |

## Deputados Federais
| Foto      | Deputado(a)         | Partido | Estado | Mandato   | Notas                |
| --------- | ------------------- | ------- | ------ | --------- | -------------------- |
|           | Clodovil Hernandes  | PR      | SP     | 2007-2009 | Gay                  |
|           | Jean Wyllys         | PT      | RJ     | 2011-2018 | Gay                  |
|           | David Miranda       | PDT     | RJ     | 2019-2022 | Gay                  |
| Isrs      | Israel Batista      | PSB     | DF     | 2019-2022 | Gay                  |
|           | Marcelo Calero      | PSD     | RJ     | 2019-2022 | Gay                  |
|           | Rafafá              | PSDB    | PB     | 2021      | Gay                  |
|           | Vivi Reis           | PSOL    | PA     | 2021-2022 | Bissexual            |
|           | Erika Hilton        | PSOL    | SP     | 2023      | Transexual           |
|           | Duda Salabert       | PDT     | MG     | 2023      | Transexual e lésbica |
| semmodura | Dandara Tonantzin   | PT      | MG     | 2023      | Bissexual            |
|           | Daiana Santos       | PCdoB   | RS     | 2023      | Lésbica              |
|           | Clodoaldo Magalhães | PV      | PE     | 2023      | Gay                  |

## Deputados Estaduais
| Foto | Deputado(a)       | Partido      | Estado | Mandato       | Notas      |
| ---- | ----------------- | ------------ | ------ | ------------- | ---------- |
|      | Eulina Rabelo     | PROS         | PA     | 2003-2006     | Bissexual  |
|      | Leci Brandão      | PCdoB        | SP     | 2011-presente | Lésbica    |
|      | Fabiola Mansur    | PSB          | BA     | 2015-2022     | Lésbica    |
|      | Douglas Garcia    | Republicanos | SP     | 2019-2022     | Gay        |
|      | Erica Malunguinho | PSOL         | SP     | 2019-2022     | Transexual |
|      | Isa Penna         | PCdoB        | SP     | 2019-2022     | Bissexual  |
|      | Fábio Félix       | PSOL         | DF     | 2019-presente | Gay        |
|      | Dani Monteiro     | PSOL         | RJ     | 2019-presente | Bissexual  |
|      | Guilherme Cortez  | PSOL         | SP     | 2023          | Bissexual  |
|      | Thainara Faria    | PT           | SP     | 2023          | Bissexual  |
|      | Ediane Maria      | PSOL         | SP     | 2023          | Bissexual  |
|      | Linda Brasil      | PSOL         | SE     | 2023          | Transexual |
|      | Dani Balbi        | PCdoB        | RJ     | 2023          | Transexual |
|      | Verônica Lima     | PT           | RJ     | 2023          | Lésbica    |
|      | Bella Gonçalves   | PSOL         | MG     | 2023          | Lésbica    |
|      | Rosa Amorim       | PT           | PE     | 2023          | Lésbica    |
|      | Michelle Melo     | PDT          | AC     | 2023          | Bissexual  |

## Prefeitura
| Foto | Prefeito(a)                | Partido | Cidade                       | Mandato       | Notas     |
| ---- | -------------------------- | ------- | ---------------------------- | ------------- | --------- |
|      | Astrid Maria Cunha e Silva | PFL     | Viseu, PA                    | 1996-2004     | Bissexual |
|      | Jorge Allen                | PSD     | Poá, SP                      | 1997-1998     | Gay       |
|      | Edgar de Souza             | PSDB    | Lins, SP                     | 2013-2020     | Gay       |
|      | Paulinho Alves             | PSD     | Mariluz, PR                  | 2021-presente | Gay       |
|      | Diego Singolani            | PSD     | Santa Cruz do Rio Pardo, SP  | 2021–2024     | Gay       |
|      | Donatinho                  | PSD     | Santa Bárbara do Tugúrio, MG | 2021-presente | Gay       |
|      | Rafael Freire              | PSB     | Alpinópolis, MG              | 2021-presente | Gay       |

## Vereadores
| Foto | Vereador(a)             | Partido       | Cidade                            | Mandato       | Notas                |
| ---- | ----------------------- | ------------- | --------------------------------- | ------------- | -------------------- |
|      | Renildo José dos Santos | PTR           | Coqueiro Seco, AL                 | 1993          | Bissexual            |
|      | Kátia Tapety            | Progressistas | Colônia do Piauí, PI              | 1993-2004     | Transexual           |
|      | Léo Kret                | DEM           | Salvador, BA                      | 2009-2013     | Transexual           |
|      | Paulo Diógenes          | PSD           | Fortaleza, CE                     | 2013-2016     | Gay                  |
|      | Chica Chiclete          | PMDB          | Vila Velha, ES                    | 2012-2016     | Gay e drag queen     |
|      | Brenda Santunioni       | Progressistas | Viçosa, MG                        | 2017-2020     | Transexual           |
|      | Fernando Holiday        | NOVO          | São Paulo, SP                     | 2017-presente | Gay                  |
|      | Marielle Franco         | PSOL          | Rio de Janeiro, RJ                | 2017-2018     | Bissexual            |
|      | Gabriel Azevedo         | MDB           | Belo Horizonte, MG                | 2017-2024     | Bissexual            |
|      | Duda Salabert           | PDT           | Belo Horizonte, MG                | 2021-2023     | Transexual e Lésbica |
|      | Erika Hilton            | PSOL          | São Paulo, SP                     | 2021-2023     | Transexual           |
|      | Monica Benício          | PSOL          | Rio de Janeiro, RJ                | 2021-presente | Lésbica              |
|      | Thammy Miranda          | PSD           | São Paulo, SP                     | 2021-presente | Transexual           |
|      | Carla Ayres             | PT            | Florianópolis, SC                 | 2021-presente | Lésbica              |
|      | Valdir Gomes            | PSD           | Campo Grande, MS                  | 2021-presente | Gay                  |
|      | Tallia Sobral           | PSOL          | Juiz de Fora, MG                  | 2021-presente | Bissexual            |
|      | Thabatta Pimenta        | PSOL          | Carnaúba dos Dantas, RN Natal, RN | 2021-presente | Transexual           |
|      | Linda Brasil            | PSOL          | Aracaju, SE                       | 2021-2023     | Transexual           |
|      | Bruno Cunha             | Cidadania     | Blumenau, SC                      | 2021-presente | Gay                  |
|      | Jana Guedes             | PDT           | Videira, SC                       | 2021-presente | Lésbica              |
|      | Fabiane Peglow          | PDT           | São Lourenço do Sul, RS           | 2021-presente | Lésbica              |
|      | Amanda Gondim           | PDT           | Uberlândia, MG                    | 2021-presente | Lésbica              |
|      | Brisa Bracchi           | PT            | Natal, RN                         | 2021-presente | Bissexual            |
|      | Benny Briolly           | PSOL          | Niterói, RJ                       | 2021-presente | Transexual           |
|      | Regininha               | Avante        | Araçatuba, SP                     | 2021-presente | Transexual           |
|      | Márcio Araújo           | PSD           | Mauá, SP                          | 2021-presente | Gay                  |
|      | Walkíria Nictheroy      | PCdoB         | Niterói, RJ                       | 2021-presente | Bissexual            |
|      | Willian Carvalho        | DEM           | Quatis, RJ                        | 2021-presente | Gay                  |
|      | Jessicão                | PL            | Londrina, PR                      | 2021-presente | Lésbica              |
|      | Yasmin Prestes          | MDB           | Entre-Ijuís, RS                   | 2021-presente | Transexual           |
|      | Brenda Ferrari          | PV            | Lapa, PR                          | 2021-presente | Transexual           |
|      | Paulinha da Saúde       | MDB           | Eldorado dos Carajás, PA          | 2021-presente | Transexual           |
|      | Gilvan Masferrer        | DC            | Uberlândia, MG                    | 2021-presente | Transexual           |
|      | Lins Robalo             | PT            | São Borja, RS                     | 2021-presente | Transexual           |
|      | Duda Hidalgo            | PT            | Ribeirão Preto, SP                | 2021-presente | Bissexual            |
|      | Abner Joas Tofanelli    | PSB           | São José do Rio Preto, SP         | 2023-presente | Gay                  |
|      | Giorgia Prates          | PT            | Curitiba, PR                      | 2023-presente | Lésbica              |
|      | Giovani Culau           | PCdoB         | Porto Alegre, RS                  | 2023-presente | Gay                  |
|      | Leonel Camasão          | PSOL          | Florianópolis, SC                 | 2025-presente | Bissexual            |